# أولاد سيدي عمارة (لعمامرة)
أولاد سيدي عمارة هي إحدى مشيخات المملكة المغربية، تتبع جغرافيا لإقليم آسفي وإداريًا للعمامرة. يقدر عدد سكانها بـ 3825 نسمة حسب الإحصاء الرسمي للسكان والسكنى لسنة 2004.